# Жэпэлэу, Владимир Ильич
Владимир Ильич Жэпэлэу (рум. Vladimir Jăpălău; род. 22 марта 1982, Кишинёв) — молдавский футболист и тренер. Технический директор румынского «Вииторула» из города Клуж.

## Карьера
В качестве футболиста выступал на позиции полузащитника. Большую часть своей карьеры провёл в «Дачии», с которой становился призёром чемпионата Молдавии. Позднее выступал за шведские и румынские клубы из низших лиг. После завершения карьеры в большом футболе перешёл в футзал. Выступал за молдавские команды «Металлист-Лукоморье», ХМСК, «Эльдорадо», четырежды становился чемпионом Молдовы, становился обладателем Кубка и Суперкубка Молдовы. В 2011 году пробовал свои силы в пляжном футболе за кишинёвский «Джокер».
Имеет тренерскую лицензию категории «Pro». 27 октября 2020 года пришёл в штаб Игоря Пикущака в российский клуб «Акрон» Тольятти. Из-за отсутствия необходимой лицензии у Пикущака Жэпэлэу был официально объявлен главным тренером команды. 7 декабря 2021 года покинул  клуб.

## Достижения
- Финалист Кубка Молдавии: 2004/05.
- Бронзовый призёр Чемпионата Молдавии: 2004/05.